# Дом-монстр
«Дом-монстр» (англ. Monster House) — американский компьютерно-анимационный комедийный фильм ужасов о сверхъестественном 2006 года режиссёра Гила Кинана, в его режиссёрском дебюте, по сценарию Дэна Хармона, Роба Шрэба и Памелы Петтлер и сюжету Хармона и Шрэба. Мультфильм, действие которого происходит во время Хэллоуина, рассказывает о группе детей, которые обнаруживают и пытаются остановить разумный дом с призраками, который потребляет всё, что приближается к нему. Роли озвучивали Стив Бушеми, Мэгги Джилленхол, Кевин Джеймс, Ник Кэннон, Джейсон Ли, Фред Уиллард, Джон Хидерю Кэтрин О’Хара и Кэтлин Тернер, главных героев озвучивали Митчел Муссо, Сэм Лернер и Спенсер Лок.
Производством занимались Columbia Pictures и Relativity Media, исполнительными продюсерами выступили Роберт Земекис из ImageMovers и Стивен Спилберг из Amblin Entertainment. Человеческие персонажи были анимированы с использованием анимации захвата движения, которая ранее использовалась в «Полярном экспрессе». Это также первый компьютерно-анимационный фильм Sony, созданный Sony Pictures Imageworks, и первый анимационный фильм Relativity.
Фильм был выпущен 21 июля 2006 года в США и 24 августа в России компанией Sony Pictures Releasing. Он получил в целом положительные отзывы критиков и заработал 142 миллиона долларов по всему миру при бюджете в 75 миллионов долларов. Он получил номинацию на премию «Оскар» за лучший анимационный полнометражный фильм, но проиграл мультфильму «Делай ноги».

## Сюжет
Злобный старик — мистер Небберкрякер — забирает в свой дом любые вещи, что попадают на его участок. Однажды его с инфарктом увозят в больницу. Оживший дом старика, используя ковёр в прихожей, как язык, а входную дверь, как рот, съедает подошедших к нему собаку и трёх людей, помещая тех в яму под себя. Свидетелями этого становятся подростки: Ди Джей, Заглотыш и Дженни. Они решают остановить дом, поскольку в приближающийся праздник Хэллоуин к нему пойдут сотни детей. Заметив, что дым из трубы сооружения выходит с того момента, как мистера Небберкрякера увезли в больницу, подростки понимают, что камин подобен сердцу и решают потушить его. Им удаётся попасть в дом, оставшись несъеденными, однако камин они найти не успевают, поскольку проваливаются в подвал, где мистер Небберкрякер хранил вещи, попавшие на его участок. Там же они обнаруживают склеп с Констанцией — женой старика. Дом, заметивший подростков, пытается их съесть, однако Дженни, схватившись за люстру в прихожей, являющаяся для сооружения нёбным язычком, вызывает рвотный рефлекс, вследствие чего подростков выносит водой наружу. Вернувшийся из больницы мистер Небберкрякер со словами: «Дорогая, я пришёл» — идёт к сооружению. В этот момент Ди Джей понимает, что дом — это жена старика. Говоря о Констанции, он вынуждает мистера Небберкрякера рассказать о ней. Оказывается, что до и после встречи со стариком жена подвергалась насмешкам от людей за свой избыточный вес. Во время строительства дома Констанция гибнет в результате несчастного случая, после чего её душа переходит в сооружение. С тех пор мистер Небберкрякер заставляет людей держаться от своего жилища подальше ради их же блага, забирая для устрашения себе всё, что попадётся ему на газон. Ди Джей просит старика отпустить жену. Услышав это, дом приходит в ярость и, используя деревья, прикреплённые кронами к боковым стенам, как ноги, начинает гнаться за подростками. Мистеру Небберкрякеру поначалу удаётся успокоить его, после чего, прислушавшись к словам Ди Джея, он пытается взорвать его динамитом, на что сооружение начинает снова злиться и не позволяет этого сделать. Заглотыш заманивает дом под башенный кран, с крюка которого Ди Джей с помощью брошенного ему Дженни динамита взрывает жилище. Мистер Небберкрякер радуется за общую с Констанцией свободу, после чего вместе с подростками раздаёт людям все взятые им вещи. Съеденные домом собака и три человека оказываются живы.

## Роли озвучивали
- Митчел Муссо — Дастин «Ди Джей» Уолтерс
- Сэм Лернер — Чарльз «Заглотыш»
- Спенсер Лок — Дженни Беннет
- Стив Бушеми — Хорас Небберкрякер
- Мэгги Джилленхол — Элизабет «Зи»
- Кэтлин Тернер — Констанция Небберкрякер
- Райан Ньюман — маленькая девочка
- Кэтрин О’Хара — мама
- Фред Уиллард — папа
- Джейсон Ли — Мосол
- Кевин Джеймс — офицер Лэндерс
- Ник Кэннон — офицер Лестер
- Джон Хидер — Реджинальд Скулински

## Награды и номинации
К настоящему времени мультфильм «Дом-монстр» имеет 1 награду и ещё 16 номинаций, оставшихся без побед. Ниже перечислены основные номинации. Полный список см. на IMDb.com Архивная копия от 5 марта 2007 на Wayback Machine.

### Номинации
- Премия «Оскар»
  - 2007 — Лучший анимационный фильм
- Премия «Золотой глобус»
  - 2007 — Лучший анимационный фильм